# Presidents Cup (golf)
Presidents Cup je série mužských golfových zápasů mezi týmem reprezentujícím Spojené státy a mezinárodním týmem zastupujícím zbytek světa s výjimkou Evropy. Evropa se se Spojenými státy utkává v podobné, ale podstatně starší soutěži, Ryder Cupu.
Presidents Cup se koná každé dva roky od roku 1994. Zpočátku se konal v sudých letech, zatímco Ryder Cup se konal v lichých letech. Zrušení Ryder Cupu v roce 2001 kvůli útokům z 11. září však posunulo oba turnaje o rok zpět a Presidents Cup se pak konal v lichých letech. K sudým rokům se vrátil po odložení Ryder Cupu v roce 2020 kvůli pandemii covidu-19. Pořádá se střídavě ve Spojených státech a v zemích zastoupených mezinárodním týmem.
Mezinárodní tým soutěží pod speciálně navrženým logem a vlajkou.

## Formát
Soutěž se hraje systémem na jamky. Formát je převzat z Ryder Cupu a skládá se z 12 hráčů na každé straně. Každý tým má kapitána, obvykle vysoce uznávanou golfovou osobnost, který je zodpovědný za výběr dvojic v soutěžích čtyřher, které se skládají z formátů střídavých ran a nejlepšího míče (známých také jako "foursome", respektive "fourball"). Každý zápas, ať už se jedná o čtyřhru nebo dvouhru, má hodnotu jednoho bodu, přičemž v případě remízy se každému týmu přidělí půl bodu.
Formát turnaje se často drobně měnil, finálový den se však vždy skládal z 12 zápasů dvouhry. V roce 2000 byla soutěž prodloužena ze tří na čtyři dny. V roce 2015 se hrálo devět čtyřher, devět čtyřher a 12 dvouher. Při celkovém počtu 30 bodů potřeboval tým k zisku poháru získat 15,5 bodu. 